# Werner O. Feißt
Werner Otto Feißt (* 8. Juli 1929 in Freiburg im Breisgau; † 28. April 2006 in Basel) war ein deutscher Fernsehmoderator, Fernsehjournalist, Fernsehproduzent und Buchautor. Er galt als Pionier des deutschen Bildungsfernsehens und war Mitbegründer der Ratgeber- und Kochsendung  Was die Großmutter noch wusste.

## Leben
Feißt war der Sohn eines Buchdruckermeisters und einer Bergbauerntochter.

### Ausbildung und beruflicher Werdegang
Nach dem Abitur nahm er ein Studium an der Pädagogischen Akademie in Lörrach auf, das er mit der 1. und 2. Dienstprüfung für Lehrer abschloss. Zunächst arbeitete er als Volksschullehrer in Freiburg, Sankt Georgen, Schelingen und Oberbergen am Kaiserstuhl. Später studierte er an der Universität Freiburg Philosophie (unter anderem bei Eugen Fink) sowie Pädagogik, Kunstgeschichte und Volkskunde.
Feißt gehörte einem Alemannischen Kabarett an, war zehn Jahre lang Leiter der Freiburger Gehörlosen-Bühne sowie Herausgeber und Schriftleiter des Info-Blattes „d'r Suflörkaschte“.

### Fernsehkarriere
Seine Karriere beim Südwestfunk (SWF) in Baden-Baden, der 1998 im Südwestrundfunk aufgegangen ist, begann 1959 mit einem Volontariat sowie einer Tätigkeit als freier Mitarbeiter. Seit 1961 war er dort als Fernsehredakteur beschäftigt. Ab 1968 befasste sich Feißt, der inzwischen nach einigen erfolgreichen Produktionen zum stellvertretenden Leiter der Kultur-Abteilung des SWF-Fernsehens befördert worden war, mit dem Aufbau eines Bildungsfernsehens. Dabei entstanden die Sendereihen Telekolleg, Schulfernsehen, Funkkolleg sowie zahlreiche Kursprogramme. Ab 1969 war er Hauptabteilungsleiter im Ausbildungs- und Familienprogramm des Südwestfunks. Mehrfach trat er daneben als Schauspieler in SWF-Fernsehfilmen auf.
1982 entwickelte Werner O. Feißt die Koch- und Haushaltsratgebersendung Was die Großmutter noch wusste, die wöchentlich im SWR Fernsehen (früher: Südwest 3 und Südwest Fernsehen) ausgestrahlt wurde und die er auch nach seiner Pensionierung im Jahr 1995 bis zu seinem Tod zusammen mit der Schweizerin Kathrin Rüegg moderierte. Diese Sendung gilt als die am längsten gelaufene Kochsendung des deutschen Fernsehens.
Als Fernsehfilmautor befasste sich Feißt hauptsächlich mit den Themen Orthodoxie, Kunstgeschichte, Zeitgeschichte und Landeskunde, insbesondere in Bezug auf Griechenland. Neben einigen Fernsehreihen verfasste er auch diverse Bücher. Für seine Produktionen und Werke erhielt er zahlreiche Preise.

### Familie
Werner O. Feißt war verheiratet und Vater zweier Töchter.

## Werke

### Fernsehproduktionen
- Warum Christen glauben (Fernsehreihe)
- Christsein im Alltag (Fernsehreihe)
- Was die Großmutter noch wusste. (Haushaltsratgeber- und Kochreihe, 1982–2006 im Südwest Fernsehen)
- Werner O. Feißt: Tausend Jahre sind wie ein Tag: Mönche des Heiligen Berges Athos. Calwer, Stuttgart 1984, ISBN 3-7668-0974-1.
- Werner O. Feißt: Bibliotheca Palatina : die Geschichte der berühmten deutschen Büchersammlung. Calwer, Stuttgart 1987, ISBN 3-7668-0882-6.
- Werner O. Feißt (Hrsg.): Diakonie – Das notwendige Tun. Calwer, Stuttgart 2002, ISBN 3-7668-3803-2 (Fernsehreihe zum Thema Diakonie)
- Glauben aus dem Herzen (Fernsehreihe über die Glaubenswelt der Orthodoxie)
- Alles Alltag (Fernsehreihe)
- Partnerschaft (Fernsehreihe)
- Blut und Ehre – Jugend unter Hitler (Fernsehserie)

### Filmografie als Darsteller
- 1972: Tatort – Wenn Steine sprechen
- 1975: Tatort – Tod eines Einbrechers
- 1976: Tatort – Kassensturz
- 1977: Tatort – Finderlohn
- 1980: Die Leute vom Domplatz

### Bücher
- Wer war Alexander von Humboldt?
- Im Seppli si Stern – Alemannische Weihnachtsgeschichten.
- Was vor den Festtagen so gut schmeckt. (griechisches Fastenkochbuch)
- Werner O. Feißt, Annette Wackershauser: Baden – Kulinarische Streifzüge. Sigloch Edition, Künzelsau 1992, ISBN 3-89393-075-2.
- Werner O. Feist: Die Wallfahrt zum Heiligen Rock. Ein Begleitbuch für Pilger. Paulinus-Verlag, Trier 1996, ISBN 3-7902-0163-4.
- Die Schriftreihe Was die Grossmutter noch wusste, Bücher in Zusammenarbeit mit Kathrin Rüegg erschienen im Verlag Müller Rüschlikon (Zürich, Stuttgart, Wien):
  - Band 1: Was die Großmutter noch wusste: Gesunde und natürliche Haushaltsmethoden und -weisheiten. 1984, ISBN 3-275-00838-2.
  - Band 2: Was die Großmutter noch wusste: Als die Großmutter noch jung war. 1985, ISBN 3-275-00868-4.
  - Band 3: Was die Großmutter noch wusste: Vom Apfel bis zur Zwiebel. 1987, ISBN 3-275-00912-5.
  - Band 4: Was die Großmutter noch wusste: Essen wie damals. 1988, ISBN 3-275-00947-8.
  - Band 5: Was die Großmutter noch wusste: Winterrezepte und Geschichten. 1993, ISBN 3-275-01072-7.
  - Band 6: Was die Großmutter noch wusste: Gemüse nach Großmutterart: Rezepte und Geschichten. 1994, ISBN 3-275-01104-9.
  - Band 7: Was die Großmutter noch wusste: Großmutters Küche zwischen Elsass und Engadin. 1996, ISBN 3-275-01190-1.
  - Band 8: Was die Großmutter noch wusste: Großmutters Mittelmeer-Küche: kochen wie im Urlaub.1997 ISBN 3-275-01218-5.
  - Band 9: Was die Großmutter noch wusste: Großmutters Kräuterküche. 1997, ISBN 3-275-01248-7.
  - Band 10: Was die Großmutter noch wusste: Gewürze von Anis bis Zimt. ISBN 3-275-01283-5.
  - Band 11: Was die Großmutter noch wusste: Gute Küche ohne Fleisch. 1999, ISBN 3-275-01320-3.
  - Band 12: Was die Großmutter noch wusste: Zu Gast bei Kathrin und Werner. 2000, ISBN 3-275-01349-1.
  - Band 13: Was die Großmutter noch wusste: Einfache Küche von Kathrin und Werner. 2001, ISBN 3-275-01402-1.
  - Band 14: Was die Großmutter noch wusste: Kathrin, Werner und die Schweizer Küche. 2002, ISBN 3-275-01448-X.
  - Band 15: Was die Großmutter noch wusste: Kathrin, Werner und die ländliche Küche. 2003, ISBN 3-275-01483-8.
  - Band 16: Was die Großmutter noch wusste: Backen. 2004. ISBN 3-275-01512-5.
  - Sonderausgabe: Was die Großmutter noch wusste: Hinter den Kulissen / Kein Tag wie der andere: Abenteuer bei der Fernseharbeit. 1990, ISBN 3-275-00996-6.
  - Sonderausgabe: Was die Großmutter noch wusste: Großmutters immerwährender Kalender. 1997, ISBN 3-275-01234-7.
  - Jubiläumsausgabe: Was die Großmutter noch wusste: Die besten Geschichten und Rezepte aus Großmutters Küche. 1996, ISBN 3-275-01219-3.
  - Jubiläumsausgabe: Was die Großmutter noch wusste: Das Beste von Kathrin und Werner: ihre liebsten Rezepte und Geschichten aus 20 Jahren „Was die Großmutter noch wusste“. 2002 ISBN 3-275-01418-8.

## Ehrungen und Auszeichnungen
- Ritterkreuz mit Krone des orthodoxen Patriarchats Jerusalem
- Großes Kreuz der orthodoxen Metropolie von Deutschland
- Alemannen-Antenne in Gold der Muettersproch-Gsellschaft Freiburg (1986)
- Peter-Wust-Preis (1992)
- „Hebeldank“ des Hebelbundes Lörrach (1993)
- Ritter des Päpstlichen Silvesterordens[1] (1994)
- Deutsch-Französischer Kulturpreis der Stadt Rastatt (1995)
- Ehrenmedaille der Freunde des Volkes Athen (1996)
- Ritter des Ordens des heiligen Papstes Silvester